# Yvette Kosmann-Schwarzbach
Yvette Kosmann-Schwarzbach (* 1941) ist eine französische Mathematikerin, die an der École polytechnique und der Université Lille lehrte.
Kosmann-Schwarzbach promovierte 1970 am Collège de France bei André Lichnerowicz, ihre Arbeit trug den Titel Dérivées de Lie des spineurs (Lie-Ableitungen von Spinoren).
Nach Kosmann benannt ist die sogenannte Kosmann-Hebung in der Differentialgeometrie.

## Werke (Auswahl)
- Groups and Symmetries: From Finite Groups to Lie Groups. Springer 2010, ISBN 978-0387788654.
- The Noether Theorems: Invariance and Conservation Laws in the Twentieth Century: Invariance and Conservation Laws in the 20th Century. Übersetzt von Bertram Schwarzbach. Springer 2011, ISBN 978-0387878676.